# The Astronaut Farmer
Pour plus de détails, voir Fiche technique et Distribution.
The Astronaut Farmer ou Le fermier astronaute au Québec est un film américain réalisé par Michael Polish, sorti en 2006.

## Synopsis
Un fermier rêve d'aller dans l'espace et construit une fusée dans son exploitation agricole.

## Fiche technique
Sauf indication contraire, les informations mentionnées dans cette section peuvent être confirmées par la base de données cinématographiques IMDb,  présente dans la section « Liens externes ».
- Titre original et français : The Astronaut Farmer
- Titre québécois : Le fermier astronaute
- Réalisation : Michael Polish
- Scénario : Mark Polish et Michael Polish
- Musique : Stuart Matthewman
- Direction artistique : James F. Oberlander
- Décors : Clark Hunter
- Costumes : Danny Glicker
- Photographie : M. David Mullen
- Montage : James Haygood
- Production : Len Amato, Mark Polish, Michael Polish et Paula Weinstein
- Société de production : Polish Brothers Construction et Spring Creek Pictures ; Warner Bros. (coproduction)
- Société de distribution : Warner Bros.
- Pays de production :  États-Unis
- Langue originale : anglais
- Format : couleur
- Genre : aventure, drame, science-fiction
- Durée : 104 minutes
- Dates de sortie :
  - États-Unis : 15 octobre 2006 (Festival du film de Mill Valley) ; 23 février 2007 (sortie nationale)
  - Québec : 23 février 2007[1]

## Distribution
- Billy Bob Thornton (VQ : Éric Gaudry) : Charles Farmer
- Virginia Madsen (VQ : Manon Arsenault) : Audrey « Audie » Farmer
- Max Thieriot (VQ : Xavier Dolan) : Shepard Farmer
- Jasper Polish : Stanley Farmer
- Logan Polish : Sunshine Farmer
- Bruce Dern (VQ : Hubert Fielden) : Hal
- Mark Polish (VQ : François Trudel) : l'agent du FBI Mathis
- Jon Gries (VQ : Patrick Baby) : l'agent du FBI Killbourne
- Tim Blake Nelson (VQ : Carl Béchard) : Kevin Munchak
- Sal Lopez : Pepe Garcia
- J. K. Simmons (VQ : Yves Corbeil) : Jacobson
- Kiersten Warren (VQ : Annie Girard) : Phyllis
- Rick Overton (VQ : Denis Mercier) : Arnold « Arnie » Millard
- Richard Edson : Chopper Miller
- Elise Eberle : Madison Roberts
- Julie White : Beth Goode
- Graham Beckel : Frank
- Marshall Bell : le juge Miller
- Kathleen Arc : Mme Harder
- Lois Geary : Mme Graham
- Kathy Lamkin : Jodie
- Jay Leno : lui-même
- Bruce Willis (VQ : Jean-Luc Montminy) : le colonel Doug Masterson (non crédité)

Source VQ sur Doublage Québec

## Accueil
Le film reçoit un accueil moyen de la critique. Il obtient un score moyen de 55 % sur Metacritic.